# Job Adams Cooper
Job Adams Cooper (6 de novembro de 1843 – 20 de janeiro de 1899) foi um político dos Estados Unidos, foi 6º governador do estado do Colorado, de 1889 a 1891, pertenceu ao Partido Republicano.

## Início de vida
Job Adams Cooper nasceu em Greenville, Illinois, Um dos sete filhos de Charles e Maria Hadley Cooper. O futuro governador estudou no Knox College em Galesburg, Illinois, mas precisou afastar-se para lutar na Guerra Civil Americana para o exército da União.
Cooper alistou-se como um sargento da 137º Infantaria de voluntários de Illinois e foi designado para Memphis, Tennessee, durante o ataque confederado contra a cidade por soldados comandados pelo General Nathan Bedford Forrest. Após a guerra, ele retornou para concluir seus estudos. Após a formatura de Knox College em 1867, ele retornou à sua cidade natal de Greenville e foi admitido para advocacia em Illinois. Nesse mesmo ano casou com Jane O. Barnes, filha de um ministro proeminente, e tiveram quatro filhos. Deixando sua família em 1872, acompanhou A. C. Phelps em uma jornada para o oeste na esperança de encontrar melhores oportunidades empresariais e assim estabeleceu-se em Denver, Colorado, onde ambos começaram a advocacia criando o escritório Phelps and Cooper. Entre 1872 e 1888, Cooper expandiu seus interesses comerciais para incluir seguros, atividade bancária, mineração e pecuária.

## Governador do Colorado
Em 1888, Cooper foi nomeado para disputar o governo e venceu Thomas MacDonald Patterson o editor do Rocky Mountain News. Após sua posse como 6º governador do Colorado em janeiro de 1889, ele assinou legislação que criou treze novos condados, incluindo: Baca, Cheyenne, Kiowa, Kit Carson, Lincoln, Montezuma, Morgan, Otero, Phillips, Prowers, Rio Blanco, Sedgwick e Yuma. Além disso, ele criou uma casa para órfãos no estado em Denver e um reformatório penal do estado no Condado de Chaffee.

## Aposentadoria
Cooper recusou-se a buscar a reeleição em 1890 e voltou para a advocacia. Ele mais tarde montou uma empresa de construção e construiu o edifício Cooper Building em Denver, que é considerada uma jóia arquitetônica até hoje. Entre 1893 e 1897, ele serviu como Presidente da câmara de comércio local. Ele morreu aos 55 anos, relativamente jovem e está enterrado no cemitério de Fairmount bloco 24 em Denver.

## Vida familiar
Cooper deixou filhos, e uma filha, Mary Louisa Cooper, esposa do geólogo e ferroviário, Lucius Seymour Storrs. Storrs tinha dois filhos, Lucius Seymour Storrs, Jr., e Margaret Storrs Grierson.

## Fonte da tradução
- Este artigo foi inicialmente traduzido, total ou parcialmente, do artigo da Wikipédia em inglês cujo título é «Job Adams Cooper».